# Arkadiusz Milik
Arkadiusz Krystian Milik (Tychy, 28 februari 1994) is een Pools profvoetballer die doorgaans speelt als spits voor Juventus.

## Clubcarrière

### Rozwój Katowice
Milik doorliep de jeugdopleiding van Rozwój Katowice. Op 23 oktober 2010 debuteerde Milik in de Poolse vierde afdeling voor Rozwój Katowice tegen KS Krasiejów. Milik scoorde meteen twee keer bij z'n debuut. In november speelde hij op proef bij Górnik Zabrze. Hij scoorde één doelpunt in de twee wedstrijden die hij mocht meedoen in de reservencompetitie. In de winter gingen hij en z'n ploegmaat Wojciech Król op stage naar Reading, Tottenham Hotspur en Legia Warschau. Milik eindigde het seizoen met tien optredens en vier doelpunten voor Rozwój Katowice.

### Górnik Zabrze
Ondanks de interesse van vele andere clubs tekenden Milik en Król op 1 juli 2011 een contract bij Górnik Zabrze. Milik maakte z'n competitiedebuut op 31 juli 2011 tegen Śląsk Wrocław.

### Bayer Leverkusen
Op 17 december 2012 werd bekend dat Milik een contract voor 5,5 jaar bij Bayer Leverkusen heeft getekend. Op 30 augustus 2013 werd hij een seizoen uitgeleend aan FC Augsburg.

### Ajax
Op 12 mei 2014 werd bekendgemaakt dat Ajax een overeenstemming met Bayer Leverkusen en Arkadiusz Milik had bereikt. Milik werd voor één seizoen gehuurd met een optie tot koop. Marc Overmars, Ajax' directeur voetbalzaken, zei dat Ajax met Milik een aanspeelpunt heeft aangetrokken in de voorhoede. Verder noemde Overmars hem fysiek sterk en gevaarlijk in het zestienmetergebied.
Op 28 juni 2014 maakte Milik zijn officieus debuut voor Ajax in de vriendschappelijke wedstrijd tegen SDC Putten die met 13-1 werd gewonnen. Milik scoorde vlak voor rust de 4-0. Milik maakte zijn officiële debuut op 3 augustus 2014 in de Johan Cruijff Schaal wedstrijd tegen PEC Zwolle die met 1-0 werd verloren. Milik werd in de 82e minuut vervangen door Kolbeinn Sigþórsson. Zijn debuut in de Eredivisie maakte Milik op 10 augustus 2014 in de thuiswedstrijd tegen Vitesse die met 4-1 werd gewonnen. Milik begon deze wedstrijd in de basis en werd in de 59e minuut vervangen door Daley Blind. Zijn eerste officiële doelpunt scoorde Milik op 13 september 2014 in de Eredivisie thuiswedstrijd tegen Heracles Almelo die met 2-1 werd gewonnen. Na één minuut opende Milik de score en vlak voor rust was hij nogmaals trefzeker. Op 6 december verving Milik de geblesseerde Sigthórsson, die daarvoor de 1-0 maakte. Milik scoorde twee keer en werd uitgeroepen tot man of the match.
In de KNVB Beker-wedstrijd tegen JOS Watergraafsmeer op 24 september 2014 die gespeeld werd in het Olympisch Stadion had Milik met zes doelpunten en twee assists een groot aandeel in de 9-0 overwinning van Ajax. Milik maakte op woensdag 10 december 2014 voor het eerst een goal in Europees verband. In een wedstrijd in de groepsfase van de UEFA Champions League maakte hij namens Ajax het laatste doelpunt tijdens een 4-0-overwinning op APOEL Nicosia. Ruim twee maanden later scoorde Milik zijn eerste doelpunt in de UEFA Europa League tegen het Poolse Legia Warschau (1-0). Milik kende een sterk seizoen bij Ajax waarin hij topscorer van het KNVB Beker-toernooi werd met acht doelpunten en clubtopscorer van Ajax seizoen 2014/15 in de Eredivisie met elf doelpunten.
Ajax nam Milik op 1 april 2015 definitief over van Leverkusen. De Pool tekende een contract tot medio 2019, dat zou ingaan op 1 juli 2015. Ajax betaalde circa 2,8 miljoen euro voor Milik, een bedrag dat vastlag in een voorafgaand aan zijn huur afgesproken optie tot koop. Milik kreeg tijdens de voorbereiding op het nieuwe seizoen rugnummer 9 toegewezen. Nadat De Boer hem begin februari 2016 besloot te passeren voor de duels tegen Feyenoord en FC Groningen kwam Milik in vorm. Hij kreeg eind februari in het thuisduel tegen Excelsior weer een kans. In deze wedstrijd wist hij gelijk twee keer te scoren. Ook in de wedstrijden die volgden tegen AZ en Willem II wist hij tot scoren te komen waarmee hij tot veertien competitiedoelpunten kwam. Hiermee werd hij de meest trefzekere spits tijdens het tijdperk waarin Frank de Boer trainer van Ajax was. Ook was er geen enkele speler die na Luis Suárez en Marko Pantelić (2009/10) tot een totaal van veertien doelpunten wist te komen. Ook na deze wedstrijden bleef hij scoren. In de wedstrijd tegen PSV op 20 maart 2016 was Milik al na 72 seconden spelen trefzeker voor Ajax, waarmee hij voor de vijfde opeenvolgende keer scoorde in de competitie. Sinds Luis Suárez was dit geen enkele speler van Ajax meer gelukt. Ajax won de wedstrijd tegen PSV uiteindelijk met 2-0, waarna het de koppositie van datzelfde PSV overnam met nog zes wedstrijden te spelen. Op de laatste speeldag verspeelde Ajax echter de landstitel door met 1-1 gelijk te spelen bij De Graafschap, waardoor PSV, dat wel wist te winnen, er van door ging met de titel. Milik werd met 21 doelpunten wel opnieuw clubtopscorer van Ajax in de Eredivisie over het seizoen 2015/16. In twee seizoenen bij Ajax kwam Milik in 76 wedstrijden tot 47 doelpunten.

### Napoli
Ondanks dat Ajax begin juli 2016 in een bericht naar buiten bracht dat Milik tijdens het seizoen 2016/17 bij Ajax zou blijven, maakte hij begin augustus een overstap naar Napoli. Hij tekende op 1 augustus 2016 een vijfjarig contract bij de club uit Napels. Met de overgang was een bedrag gemoeid van 32 miljoen euro. Milik maakte op 21 augustus 2016 zijn officiële debuut voor Napoli. Op die dag speelde Napoli een uitwedstrijd tegen Pescara die in een 2-2 gelijkspel eindigde. Milik verving na 53 minuten spelen Manolo Gabbiadini. Een week later werd Milik in de thuiswedstrijd tegen AC Milan beloond met een basisplaats. Met zijn eerste twee doelpunten had hij in deze wedstrijd een belangrijke bijdrage in de 4-2 overwinning van Napoli. Begin oktober scheurde hij, tijdens een interlandwedstrijd van Polen tegen Denemarken, zijn voorste kruisband af, waardoor hij enkele maanden buiten spel stond. Na zijn terugkeer moest hij zich veelal schikken in een reserverol achter Dries Mertens, die een bijzonder sterk seizoen kende. Op 13 september 2017, ongeveer elf maanden nadat hij ze kruisband afscheurden, speelde hij in de UEFA Champions League tegen Shakhtar Donetsk pas zijn eerste volledige wedstrijd namens Napoli na deze blessure. In deze wedstrijd wist Milik ook nog een doelpunt te maken. Dit doelpunt was echter niet genoeg voor de winst, want Napoli verloor de wedstrijd met 2-1.

### Verhuur aan Olympique Marseille
Op 21 januari 2021 vertrok Milik op huurbasis voor anderhalf jaar, met een optie tot koop, naar Olympique Marseille. Hij maakte zijn competitiedebuut voor Olympique Marseille op 23 januari 2021 in de met 3–1 verloren uitwedstrijd tegen AS Monaco.

## Carrièrestatistieken
Beloften

| Seizoen | Club                |                    | Competitie        | Competitie | Competitie |
| Seizoen | Club                | Wed.               | Competitie        | Dlp.       |            |
| ------- | ------------------- | ------------------ | ----------------- | ---------- | ---------- |
| 2012/13 | Bayer Leverkusen II | Vlag van Duitsland | Regionalliga West | 4          | 5          |
| 2013/14 | Bayer Leverkusen II | Vlag van Duitsland | Regionalliga West | 1          | 0          |
| Totaal  | Totaal              | Totaal             | Totaal            | 5          | 5          |
| 2014/15 | Jong Ajax           | Vlag van Nederland | Eerste divisie    | 1          | 0          |
| Totaal  | Totaal              | Totaal             | Totaal            | 1          | 0          |

Senioren

| Seizoen        | Club                  |                    | Competitie     | Competitie | Competitie | Beker | Beker | Internationaal | Internationaal | Overig | Overig | Totaal | Totaal |
| Seizoen        | Club                  | Wed.               | Competitie     | Dlp.       | Wed.       | Dlp.  | Wed.  | Dlp.           | Wed.           | Dlp.   | Wed.   | Dlp.   |        |
| -------------- | --------------------- | ------------------ | -------------- | ---------- | ---------- | ----- | ----- | -------------- | -------------- | ------ | ------ | ------ | ------ |
| 2010/11        | Rozwój Katowice       | Vlag van Polen     | III liga       | 10         | 4          | 0     | 0     | —              | —              | —      | —      | 10     | 4      |
| Club totaal    | Club totaal           | Club totaal        | Club totaal    | 10         | 4          | 0     | 0     | 0              | 0              | 0      | 0      | 10     | 4      |
| 2011/12        | Górnik Zabrze         | Vlag van Polen     | Ekstraklasa    | 24         | 4          | 1     | 0     | —              | —              | —      | —      | 25     | 4      |
| 2012/13        | Górnik Zabrze         | Vlag van Polen     | Ekstraklasa    | 14         | 7          | 1     | 1     | —              | —              | —      | —      | 15     | 8      |
| Club totaal    | Club totaal           | Club totaal        | Club totaal    | 38         | 11         | 2     | 1     | 0              | 0              | 0      | 0      | 40     | 12     |
| 2012/13        | Bayer Leverkusen      | Vlag van Duitsland | Bundesliga     | 6          | 0          | 0     | 0     | 2              | 0              | —      | —      | 8      | 0      |
| Club totaal    | Club totaal           | Club totaal        | Club totaal    | 6          | 0          | 0     | 0     | 2              | 0              | 0      | 0      | 8      | 0      |
| 2013/14        | → FC Augsburg         | Vlag van Duitsland | Bundesliga     | 18         | 2          | 2     | 0     | —              | —              | —      | —      | 20     | 2      |
| Club totaal    | Club totaal           | Club totaal        | Club totaal    | 18         | 2          | 2     | 0     | 0              | 0              | 0      | 0      | 20     | 2      |
| 2014/15        | → Ajax                | Vlag van Nederland | Eredivisie     | 21         | 11         | 3     | 8     | 9              | 4              | 1      | 0      | 34     | 23     |
| 2015/16        | Ajax                  | Vlag van Nederland | Eredivisie     | 31         | 21         | 2     | 0     | 9              | 3              | —      | —      | 42     | 24     |
| Club totaal    | Club totaal           | Club totaal        | Club totaal    | 52         | 32         | 5     | 8     | 18             | 7              | 1      | 0      | 76     | 47     |
| 2016/17        | Napoli                | Vlag van Italië    | Serie A        | 17         | 5          | 2     | 0     | 4              | 3              | —      | —      | 23     | 8      |
| 2017/18        | Napoli                | Vlag van Italië    | Serie A        | 15         | 5          | 0     | 0     | 2              | 0              | —      | —      | 17     | 5      |
| 2018/19        | Napoli                | Vlag van Italië    | Serie A        | 35         | 17         | 2     | 1     | 10             | 2              | —      | —      | 47     | 20     |
| 2019/20        | Napoli                | Vlag van Italië    | Serie A        | 26         | 11         | 4     | 0     | 4              | 3              | —      | —      | 34     | 14     |
| Clubtotaal     | Clubtotaal            | Clubtotaal         | Clubtotaal     | 108        | 38         | 8     | 1     | 20             | 8              | 0      | 0      | 121    | 47     |
| 2020/21        | → Olympique Marseille | Frankrijk          | Ligue 1        | 15         | 9          | 1     | 1     | –              | –              | –      | –      | 16     | 10     |
| 2021/22        | → Olympique Marseille | Frankrijk          | Ligue 1        | 23         | 7          | 4     | 5     | 10             | 8              | —      | —      | 37     | 20     |
| 2022/23        | Olympique Marseille   | Frankrijk          | Ligue 1        | 2          | 0          | 0     | 0     | –              | –              | –      | –      | 2      | 0      |
| Club totaal    | Club totaal           | Club totaal        | Club totaal    | 40         | 16         | 5     | 6     | 10             | 8              | 0      | 0      | 55     | 30     |
| 2022/23        | → Juventus            | Vlag van Italië    | Serie A        | 3          | 2          | 0     | 0     | 1              | 0              | 0      | 0      | 4      | 2      |
| Club totaal    | Club totaal           | Club totaal        | Club totaal    | 3          | 2          | 0     | 0     | 1              | 0              | 0      | 0      | 4      | 2      |
| Carrièretotaal | Carrièretotaal        | Carrièretotaal     | Carrièretotaal | 259        | 105        | 22    | 16    | 51             | 24             | 1      | 0      | 333    | 145    |

## Interlandcarrière

### Polen

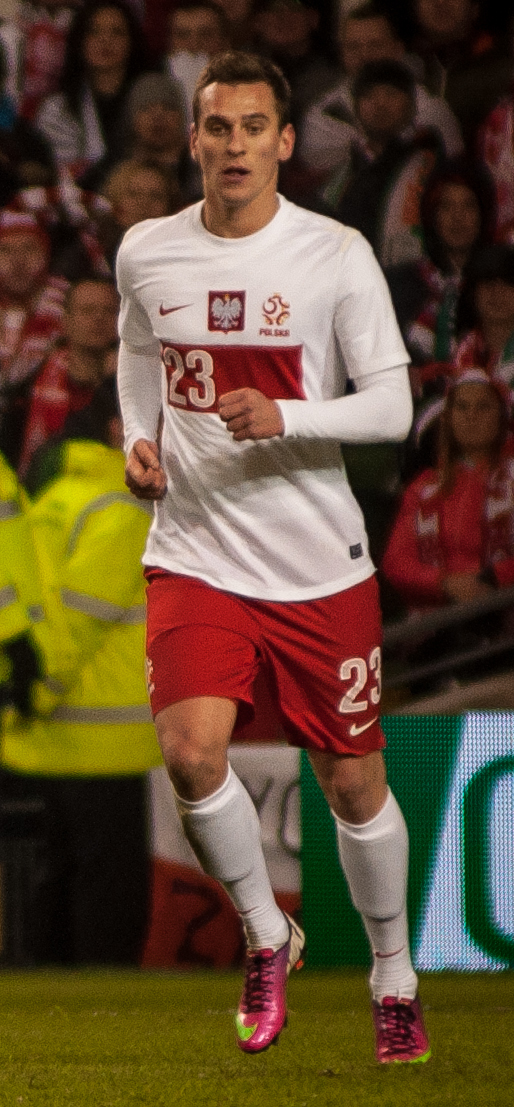
Milik spelende voor Polen in 2013.

Op 12 oktober 2012 maakte Milik zijn debuut voor het Pools nationaal elftal in een vriendschappelijke wedstrijd tegen Zuid-Afrika. In zijn vierde interland, een vriendschappelijke uitwedstrijd bij Macedonië, scoorde Milik zijn eerste officiële interland doelpunt. Milik speelde mee in twee WK-kwalificatiewedstrijden, maar wist zich met Polen niet te kwalificeren voor het WK 2014 in Brazilië.
Op 11 oktober 2014 scoorde Milik in de wedstrijd tegen Duitsland het eerste doelpunt in de EK-kwalificatiewedstrijd, die met 2-0 werd gewonnen. Deze overwinning op Duitsland was de eerste in de historie van Polen, na negentien verloren wedstrijden. Milik vormde samen met Robert Lewandowski een sterk spitsenduo namens Polen in de EK-kwalificatiereeks. Met Polen wist hij zich vervolgens dan ook te kwalificeren voor het EK 2016 in Frankrijk. Milik speelde negen wedstrijden mee in de kwalificatiereeks waarin hij zeven keer wist te scoren.
Tijdens de eerste wedstrijd op het EK in Frankrijk van Polen tegen Noord-Ierland werd Milik met een goal in de 51e minuut de matchwinner. Voor Polen betekende dit de eerste EK-overwinning in de historie. Na de overwinning op Noord-Ierland volgde een doelpuntloos gelijkspel tegen Duitsland en een 1-0 overwinning op Oekraïne waardoor Polen als nummer twee in de groep doorging naar de knock-out fase. In de achtste finale werd Polen gekoppeld aan Zwitserland. Polen wist Zwitserland met strafschoppen te verslaan. Milik benutte de tweede strafschop voor Polen. Eerder had Granit Xhaka voor Zwitserland gemist. Het Pools elftal werd in de kwartfinale uitgeschakeld door Portugal. Dit nadat ze in reguliere speeltijd 1–1 gelijk gespeeld hadden, maar in de strafschoppenserie 3–5 verloren. Jakub Błaszczykowski was de enige speler die miste. Arkadiusz Milik maakte ook deel uit van de selectie van Polen op het EK 2020, dat in 2021 gespeeld werd. Hij maakte echter geen minuten in de poulefase, waarna Polen niet meer in actie kwam op het EK.
Milik werd op 29 mei 2024 door bondscoach Michał Probierz opgenomen in de voorlopige Poolse selectie voor het EK 2024 in Duitsland. In aanloop naar het toernooi raakte hij echter geblesseerd aan zijn knie in de eerste minuut van een oefenwedstrijd tegen Oekraïne, waarmee hij afhaakte voor de definitieve selectie.
| Interlands van Arkadiusz Milik voor Polen | Interlands van Arkadiusz Milik voor Polen | Interlands van Arkadiusz Milik voor Polen | Interlands van Arkadiusz Milik voor Polen | Interlands van Arkadiusz Milik voor Polen | Interlands van Arkadiusz Milik voor Polen |
| №                                         | Datum                                     | Wedstrijd                                 | Uitslag                                   | Soort Wedstrijd                           | Doelpunten                                |
| Als speler bij Górnik Zabrze              | Als speler bij Górnik Zabrze              | Als speler bij Górnik Zabrze              | Als speler bij Górnik Zabrze              | Als speler bij Górnik Zabrze              | Als speler bij Górnik Zabrze              |
| ----------------------------------------- | ----------------------------------------- | ----------------------------------------- | ----------------------------------------- | ----------------------------------------- | ----------------------------------------- |
| 1.                                        | 12 oktober 2012                           | Polen – Zuid-Afrika                       | 1 – 0                                     | Vriendschappelijk                         |                                           |
| 2.                                        | 17 oktober 2012                           | Polen – Engeland                          | 1 – 1                                     | Kwalificatie WK 2014                      |                                           |
| 3.                                        | 14 november 2012                          | Polen – Uruguay                           | 1 – 3                                     | Vriendschappelijk                         |                                           |
| 4.                                        | 14 december 2012                          | Macedonië – Polen                         | 1 – 4                                     | Vriendschappelijk                         | 12'                                       |
| Als speler bij Bayer 04 Leverkusen        |                                           |                                           |                                           |                                           |                                           |
| 5.                                        | 6 februari 2013                           | Ierland – Polen                           | 2 – 0                                     | Vriendschappelijk                         |                                           |
| 6.                                        | 26 maart 2013                             | Polen – San Marino                        | 5 – 0                                     | Kwalificatie WK 2014                      |                                           |
| Als speler bij FC Augsburg                |                                           |                                           |                                           |                                           |                                           |
| 7.                                        | 5 maart 2014                              | Polen – Schotland                         | 0 – 1                                     | Vriendschappelijk                         |                                           |
| 8.                                        | 13 mei 2014                               | Duitsland – Polen                         | 0 – 0                                     | Vriendschappelijk                         |                                           |
| 9.                                        | 6 juni 2014                               | Polen – Litouwen                          | 2 – 1                                     | Vriendschappelijk                         | 59'                                       |
| Als speler bij Ajax                       |                                           |                                           |                                           |                                           |                                           |
| 10.                                       | 7 september 2014                          | Gibraltar – Polen                         | 0 – 7                                     | Kwalificatie EK 2016                      |                                           |
| 11.                                       | 11 oktober 2014                           | Polen – Duitsland                         | 2 – 0                                     | Kwalificatie EK 2016                      | 51'                                       |
| 12.                                       | 14 oktober 2014                           | Polen – Schotland                         | 2 – 2                                     | Kwalificatie EK 2016                      | 76'                                       |
| 13.                                       | 14 november 2014                          | Georgië – Polen                           | 0 – 4                                     | Kwalificatie EK 2016                      | 90+2'                                     |
| 14.                                       | 18 november 2014                          | Polen – Zwitserland                       | 2 – 2                                     | Vriendschappelijk                         | 61'                                       |
| 15.                                       | 29 maart 2015                             | Ierland – Polen                           | 1 – 1                                     | Kwalificatie EK 2016                      |                                           |
| 16.                                       | 13 juni 2015                              | Polen – Georgië                           | 4 – 0                                     | Kwalificatie EK 2016                      | 62'                                       |
| 17.                                       | 16 juni 2015                              | Polen – Griekenland                       | 0 – 0                                     | Vriendschappelijk                         |                                           |
| 18.                                       | 4 september 2015                          | Duitsland – Polen                         | 3 – 1                                     | Kwalificatie EK 2016                      |                                           |
| 19.                                       | 7 september 2015                          | Polen – Gibraltar                         | 8 – 1                                     | Kwalificatie EK 2016                      | 56', 72'                                  |
| 20.                                       | 8 oktober 2015                            | Schotland – Polen                         | 2 – 2                                     | Kwalificatie EK 2016                      |                                           |
| 21.                                       | 13 november 2015                          | Polen – IJsland                           | 4 – 2                                     | Vriendschappelijk                         |                                           |
| 22.                                       | 17 november 2015                          | Polen – Tsjechië                          | 3 – 1                                     | Vriendschappelijk                         | 3'                                        |
| 23.                                       | 23 maart 2016                             | Polen – Servië                            | 1 – 0                                     | Vriendschappelijk                         |                                           |
| 24.                                       | 26 maart 2016                             | Polen – Finland                           | 5 – 0                                     | Vriendschappelijk                         |                                           |
| 25.                                       | 1 juni 2016                               | Polen – Nederland                         | 1 – 2                                     | Vriendschappelijk                         |                                           |
| 26.                                       | 6 juni 2016                               | Polen – Litouwen                          | 0 – 0                                     | Vriendschappelijk                         |                                           |
| 27.                                       | 12 juni 2016                              | Polen – Noord-Ierland                     | 1 – 0                                     | EK 2016 groepsfase                        | 51'                                       |
| 28.                                       | 16 juni 2016                              | Duitsland – Polen                         | 0 – 0                                     | EK 2016 groepsfase                        |                                           |
| 29.                                       | 21 juni 2016                              | Oekraïne – Polen                          | 0 – 1                                     | EK 2016 groepsfase                        |                                           |
| 30.                                       | 25 juni 2016                              | Zwitserland – Polen                       | 1 – 1 (4–5 n.s.)                          | EK 2016 achtste finale                    |                                           |
| 31.                                       | 30 juni 2016                              | Polen – Portugal                          | 1 – 1 (3–5 n.s.)                          | EK 2016 kwartfinale                       |                                           |
| Als speler bij Napoli                     |                                           |                                           |                                           |                                           |                                           |
| 32.                                       | 4 september 2016                          | Kazachstan – Polen                        | 2 – 2                                     | Kwalificatie WK 2018                      |                                           |
| 33.                                       | 8 oktober 2016                            | Polen – Denemarken                        | 3 – 2                                     | Kwalificatie WK 2018                      |                                           |
| 34.                                       | 10 juni 2017                              | Polen – Roemenië                          | 3 – 1                                     | Kwalificatie WK 2018                      |                                           |
| 35.                                       | 1 september 2017                          | Denemarken – Polen                        | 4 – 0                                     | Kwalificatie WK 2018                      |                                           |
| 36.                                       | 4 september 2017                          | Polen – Kazachstan                        | 3 – 0                                     | Kwalificatie WK 2018                      | 11'                                       |

Bijgewerkt t/m 4 september 2017.

## Erelijst
Als speler

| Coppa Italia | 1x | 2019/20 |

Individueel

| Topscorer KNVB Beker                | 1x | 2014/15 (8 doelpunten)                           |
| Ajax clubtopscorer in de Eredivisie | 2x | 2014/15 (11 doelpunten), 2015/16 (21 doelpunten) |